# Войска связи Российской Федерации
Войска связи — обобщающее название рода специальных войск Вооружённых сил Российской Федерации, который раздельно существует во всех трёх видах вооружённых сил.
Войска связи предназначены для развёртывания систем связи и обеспечения управления войсками (силами) в мирное и военное время. На них возлагаются также задачи по эксплуатации систем и средств автоматизации на пунктах управления.

## Предыстория
В своем развитии военная связь прошла большой и сложный путь от простейших звуковых и зрительных средств для передачи сигналов и команд управления непосредственно на поле боя до широко разветвлённых многоканальных автоматизированных систем, способных обеспечивать связь практически в глобальном масштабе, как со стационарными, так и подвижными объектами ВС РФ на суше, на воде, под водой и в воздухе.
Из-за пространственного масштаба военных действий проблема коммуникации в Русской императорской армии в XIX веке приобрела большое значение. В Русской императорской армии военный электрический телеграф впервые был применен в 1855 году в условиях ведения боевых действий в Севастополе в ходе Крымской войны. К 1855 г. в России уже было построено свыше 5 тыс. км постоянных телеграфных линий.
В 1864 г. был сформирован Свеаборский крепостной военный телеграф, а в 1865 г. крепостной военный телеграф в Кронштадте. В 1867 г. сформирован первый образцовый военно-походный телеграфный парк (парк имел в своем составе 4 офицера и 40 нижних чинов, 8 аппаратов Морзе и 35 верст провода).
Применение телеграфа во время Русско-турецкой войны 1877—1878 годов принесло огромную выгоду в управлении войсками, они привели к более широкому использованию средств связи. Телеграфы и телефоны занимали видное место в управлении войсками, с наиболее широко развитыми мобильными линиями для руководства войсками непосредственно на театре военных действий. В конце XIX века военный телеграфно-телефонный парк, состоящий из подразделений, непосредственно управляемых Главным инженерным управлением, действовал в Центральной России — 17 линий и на Кавказе — две. Кроме того, были выделены 55 узлов связи.
В апреле 1905 г. были сформированы две роты беспроволочного телеграфа (радиотелеграфа).
В феврале 1905 года в Красную деревню, где находился военный склад радиоприемников, приобретённых за рубежом, была отправлена группа офицеров-выпускников военных училищ на железнодорожные станции для изучения опыта командования и управления в боевых условиях. Уже в марте 1905 года эти офицеры были отправлены на фронт русско-японской войны той весной и были включены в регулярные войска армии.
С 1910 года в пехотных полках появились команды связи.
Большим недостатком в развитии военной связи являлось отсутствие единого центрального органа руководства. Не было и самостоятельных войск связи. Служба связи в войсках возлагалась на общие отделы штабов. Только в мае 1917 года была введена должность начальника связи во всех штабах от Ставки Верховного Главнокомандующего до полка включительно. Однако при этом вопросы организации единой централизованной службы связи в русской армии и выделения частей и подразделений связи в специальные войска связи решены не были.

## История

### Советский период
20 октября 1919 года Приказом №1736/362 Революционного военного совета, было создано Управление связи Красной армии во главе с начальником связи Красной армии, а также управления связи фронтов и армий, отделы связи в дивизиях и бригадах. Тем самым произошло официальное оформление объединения руководства связью Красной армии в стройную систему. День 20 октября 1919 года стал днём рождения войск связи Вооружённых сил страны, как самостоятельных специальных войск.

### Постсоветский период
Войска связи Вооружённых сил Российской Федерации были созданы после распада СССР, при последовавшем процессе раздела бывших Вооружённых сил СССР. Основой для создания войск связи послужили соединения и части связи бывших ВС СССР, дислоцированных на территории РСФСР и выводимые из стран ОВД.
В 90-х годах также были созданы комплексы полевых волоконно-оптических систем передачи. В новых поколениях оконечных средств телефонной, телеграфной, факсимильной связи, технике передачи данных и засекречивания информации широко используются средства вычислительной техники, методы цифровой передачи и обработки информации и другие новейшие достижения науки и техники.
Принятые на вооружение средства связи позволили создать широкоразветвлённые системы связи оперативных объединений и соединений. В системах связи армии впервые стали широко применяться радиорелейные и тропосферные станции, аппаратура засекречивания телефонных и телеграфных каналов. Радиосвязь организовывалась от всех пунктов управления армии с пунктами управления подчинённых и взаимодействующих объединений (соединений), а радиорелейная и проводная связь — как непосредственно, так и через вспомогательные (опорные) узлы связи.
Был проведён большой объём работ по созданию многофункциональных стационарных территориальных систем связи военных округов. Одновременно постоянное внимание уделялось и вопросам совершенствования общегосударственной сети связи, повышению ее живучести и качественных характеристик каналов связи, поскольку на каналах этой сети базируются основные системы управления и связи Генштаба и видов ВС, а также спецсистемы управления Минобороны.
За время многолетнего руководства войсками связи Вооружённых сил (1970—1987 гг.) маршалу А. И. Белову удалось коренным образом преобразовать войска связи в стройную систему, которая позволяла руководству в реальном масштабе времени своевременно и гарантированно доводить решения и приказы на боевое применение войск и сил, обеспечивала непрерывное, оперативное и устойчивое управление Вооружёнными силами.
После маршала А. И. Белова войсками связи руководили генералы К. И. Кобец (1987—1990 гг.), О. С. Лисовский (1990—1991 гг.), Г. П. Гичкин (1991—1997 гг.), Ю. М. Залогин (1997—2003 гг.), Н. П. Ляскало (2003—2005 гг.).
Развитие Войск связи в XXI веке связано с реформированием и обновлением не только средств связи, но и организационно-штабных мероприятий, позволяющих функционировать войскам согласно с условиями современного развития телекоммуникационных систем.
В период 2005—08 гг. войска связи Вооружённых сил Российской Федерации возглавлял генерал-полковник Е. А. Карпов. Управлением начальника связи был проведён тщательный анализ реального состояния системы и войск связи Вооружённых сил.
В целях исправления выявленных недостатков Управлением начальника связи разработан ряд программных документов, утвержденных Министром обороны и начальником Генерального штаба: «Концепция перевода системы связи Вооружённых сил Российской Федерации на цифровое телекоммуникационное оборудование», «Целевая комплексная программа работ по поэтапному переводу первичной сети связи Вооружённых сил Российской Федерации на цифровое телекоммуникационное оборудование», а также «Программа поэтапного перевода вторичных сетей связи Вооружённых сил Российской Федерации на цифровое оборудование обработки информации и предоставление услуг».
В каждом виде Вооружённых сил Российской Федерации имеется как род войск свои войска связи, которые обеспечивают связь и радиотехническое обеспечение в главных штабах, военных округах, соединения и частях с учётом специфики управления войсками и оружием в каждого вида вооружённых сил.
Войска связи включают в себя узловые и линейные соединения и части, части и подразделения технического обеспечения связи и автоматизированной системы управления, службы безопасности связи, фельдъегерско-почтовой связи и других служб и подразделений.
Общее руководство войсками связи всех трёх видов вооружённых сил (Сухопутных войск, Военно-морского флота и Воздушно-космических сил) руководит Начальник Главного управления связи Вооружённых сил Российской Федерации, который одновременно является заместителем начальника Генерального штаба Вооружённых сил Российской Федерации.
В видах вооружённых сил войска связи, как род войск, возглавляют следующие должностные лица:
- начальник связи — заместитель начальника Главного штаба Сухопутных войск по связи[3];
- начальник связи — заместитель начальника Главного штаба ВМФ по связи[4];
- начальник войск связи — заместитель начальника Главного штаба Воздушно-космических сил по связи[2][5]

## Начальник Главного управления связи Вооруженных Сил Российской Федерации
- генерал-полковник Гичкин Г. П. — 1992—1997;
- генерал-полковник Залогин Ю. М. — 1997—2003;
- генерал-полковник  Ляскало Н. П. — 2003—2005;
- генерал-полковник  Карпов Е. А. — 2005—2008;
- генерал-лейтенант Мейчик Е. Р. — 2008—2010;
- генерал-лейтенант Малюков В. А. — 2010—2013;
- генерал-полковник Арсланов Х. А. — 2013—2020;
- генерал-лейтенант  Шамарин В. А. — с мая 2020.

## Формирования войск связи ВС РФ
- Главное управление связи (г. Москва)
  - 1 управление ГУС ВС РФ — Управление планирования связи ГУС ВС РФ
  - 2 управление ГУС ВС РФ — Управление развития систем связи и автоматизированных систем управления ГУС ВС РФ
  - 3 управление ГУС ВС РФ — Управление технического обеспечения связи, автоматизированных систем управления и компьютерных сетей
  - 4 управление ГУС ВС РФ — Управление фельдъегерско-почтовой связи ГУС ВС РФ[6]
  - 5 управление ГУС ВС РФ — Управление подготовки войск связи, военного образования, службы войск и безопасности военной службы ГУС ВС РФ
  - Служба безопасности связи
- 14-й ордена Жукова Главный центр связи ГШ ВС РФ, войсковая часть (в/ч) 25801 (г. Москва) — включает в свой состав стационарные и полевые узлы связи, дислоцированные, преимущественно, в Московской области
  - Центр (мобильных узлов связи), в/ч 25801-В (г. Чехов) — самая крупная воинская часть (Центр) 14-го ГЦС ГШ ВС РФ

- 24-я отдельная бригада связи Верховного Главного командования[7]

Бригады окружного подчинения
- 1-я Севастопольская Краснознамённая орденов Александра Невского и Красной Звезды бригада управления, в/ч 55338 (г. Сертолово)
- 59-я гвардейская Сивашская Краснознамённая бригада управления, в/ч 28331 (г. Верхняя Пышма)
- 104-я Клужская орденов Суворова и Кутузова бригада управления, в/ч 16788 (г. Хабаровск)
- 106-я бригада (территориальная) связи (г. Дальнереченск, Приморский край)
- 132-я Констанцская бригада связи, в/ч 28916 (п. Агалатово)
- 175-я гвардейская Лунинецко-Пинская орденов Александра Невского и дважды Красной Звезды бригада управления, в/ч 01957 (г. Аксай)
- 176-я отдельная бригада связи, в/ч 71609 (г. Новочеркасск)
- 179-я бригада связи (территориальная) Центрального военного округа, в/ч 40566 (г. Екатеринбург, г. Верхняя Пышма)[8]

Бригады в составе общевойсковых армий
- 9-я гвардейская Львовско-Берлинская орденов Богдана Хмельницкого, Александра Невского и Красной Звезды бригада управления, в/ч 31895 (г. Воронеж)
- 34-я бригада управления, в/ч 29202 (г. Владикавказ)
- 35-я гвардейская Таллинская ордена Красной Звезды бригада управления, в/ч 57849 (п. Коченёво)
- 54-я ордена Красной Звезды бригада управления, в/ч 53790 (г. Белогорск)
- 60-я бригада управления, в/ч 76736 (п. Селятино)
- 66-я Одесская Краснознамённая, ордена Александра Невского бригада управления, в/ч 41600 (г. Ставрополь)
- 75-я гвардейская бригада управления, в/ч 01229 (г. Улан-Удэ)
- 80-я Витебская Краснознамённая ордена Александра Невского бригада управления, в/ч 19288 (г. Уссурийск)
- 91-я Келецкая орденов Александра Невского и Красной Звезды бригада управления, в/ч 59292 (г. Самара)
- 95-я Ленинградская Краснознамённая бригада управления имени 50-летия образования СССР, в/ч 13821 (г. Санкт-Петербург)
- 101-я Хинганская бригада управления, в/ч 38151 (г. Чита)

ВДВ
- 38-я гвардейская бригада управления, в/ч 54164 (д. Медвежьи Озера);

Учебное заведение
- Военная академия связи имени С. М. Будённого (Санкт-Петербург)

## Эмблемы и знаки войск связи
- Эмблемы войск связи России
- Средняя эмблема войск связи ВС России
- Большая эмблема войск связи ВС России
- Нарукавный знак (неофициальный) войск связи России старого образца
- Нарукавный знак войск связи России старого образца
- Нарукавный знак частей войск связи 14 Главного центра связи ГШ ВС РФ старого образца («Рубин»)
- Нарукавный знак частей войск связи 14 Главного центра связи ГШ ВС РФ нового образца («Рубин»)